# Реформатская церковь Свазиленда
Реформатская церковь Свазиленда (англ. The Swaziland Reformed Church) — это христианская организация в Королевстве Эсватини.
Церковь была основана в 1944 году и стала конгрегацией Голландской реформатской церкви в Африке в 1967 году. Позже был сформирован Миссионерский совет Свазиленда для координации миссионерской работы. В 1989 году Свазиленд стал региональным синодом деноминации. В 1991 году церковь стала независимой.

## Структура
Церковь насчитывает 20 общин. Церковь состоит членом Реформатского Вселенского Собора и Всемирного Сообщества Реформатских Церквей.

## История

### Основание
Реформатская церковь Свазиленда была основана в 1944 году, когда Эфраим Хумало был призван первым евангелистом реформатской церкви, работавшим в Свазиленде. В 1945 году Йоханнес Малан был призван в Свазиленд в качестве миссионера церкви. За ним последовали Ян Грейлинг и Луи Свейнпол. Миссионеры разделили страну на две части (к северу и к югу от реки Усуту). 31 января 1967 года все отделения церкви снова объединились и стали частью Голландской реформатской церкви в Африке.

### Отъезд миссионеров
Синоды Северного Трансвааля, Южного Трансвааля и Западного Трансвааля Голландской реформатской церкви оказали финансовую поддержку работе в Свазиленде. Малан покинул Свазиленд в 1977 году, а в 1978 году за ним последовал Хенни Преториус. 17 мая 1978 года было решено разделить единую общину Свазиленда на три разные общины с Манзини, Мбабане и Нхлангано в качестве трех основных центров. В 1984 году Кус Лоу начал работать в собрании Хохо (Мбабане), а Хенни Бассон начала работать в собрании Манзини, но работала в Ситеки. В 1985 году Арнау ван Вингаард начал работать в общине Шиселвени (Нхлангано), а Вессель Бестер также присоединился к общине Манзини и также находился в Манзини.

### Независимость
В 1989 году церковные общины создали региональный Синод. В 1991 году церковь стала независимой и больше не принадлежала Голландской реформатской церкви в Африке. Первосвященником Свазиленда был избран Муса Шонгве.

## Деятельность
Одним из главных общественных проектов церкви является продвижение ценностей в борьбе с ВИЧ/СПИДом.

## Теология
Основами вероучения церкви являются следующие установления:
- Апостолы Кредо
- Афанасиан Крид
- Никейский Символ веры
- Каноны Дорта[9]
- Бельгийское исповедание
- Гейдельбергский катехизис[10]

## Внешние ссылки
- swazimission.co.za — официальный сайт Реформатская церковь Свазиленда
- Shbcare.org
- Cabsd